# Piłka nożna w Prusach Wschodnich

## Struktura
| Sezony          | II poziom ligowy                            | III poziom ligowy                 | IV poziom ligowy                  |
| --------------- | ------------------------------------------- | --------------------------------- | --------------------------------- |
| 1907/08-1909/10 | Mistrzostwa Bałtyckie (Bezirk I Ostpreußen) |                                   |                                   |
| 1910/11-1913/14 | Mistrzostwa Bałtyckie (Bezirk I-V)          |                                   |                                   |
| 1914/15-1918/19 | brak rozgrywek (I wojna światowa)           | brak rozgrywek (I wojna światowa) | brak rozgrywek (I wojna światowa) |
| 1919/20         | Mistrzostwa Bałtyckie (Bezirks)             |                                   |                                   |
| 1920/21         | Mistrzostwa Bałtyckie (Bezirk I-V)          |                                   |                                   |
| 1921/22-1923/24 | Mistrzostwa Bałtyckie (Bezirk I-VII)        |                                   |                                   |
| 1924/25-1925/26 | Mistrzostwa Bałtyckie (Bezirk I-VII)        | 1. Klasse                         |                                   |
| 1926/27-1927/28 | Ostpreußenliga                              | Bezirksliga                       |                                   |
| 1928/29-1929/30 | Ostpreußenliga                              | Staffelliga                       |                                   |
| 1930/31-1932/33 | Abteilungsliga                              | Kreisliga (I-VI)                  |                                   |
| 1933/34-1937/38 | Gauliga                                     | Bezirksklasse                     | Kreisklasse                       |
| 1938/39         | Gauliga                                     | Bezirksklasse                     | Kreisklasse                       |
| 1939/40         | Gauliga                                     | Bezirksklasse                     | Kreisklasse                       |
| 1940/41-1941/42 | Gauliga                                     | 1. Klasse                         | 2. Klasse                         |
| 1942/43         | Gauliga                                     | 1. Klasse                         | 2. Klasse                         |
| 1943/44         | Gauliga                                     | 1. Klasse                         | 2. Klasse                         |
| 1944/45         | Gauliga                                     |                                   |                                   |

## Sezony

### Mistrzostwa Bałtyckie

#### 1907/08 – 1909/10
| Sezon   | Mistrz                        |
| ------- | ----------------------------- |
| 1907/08 | VfB Königsberg                |
| 1908/09 | VfB Königsberg                |
| 1909/10 | SV Prussia-Samland Königsberg |

- – pogrubieniem oznaczono zwycięzców Mistrzostw Bałtyckich

#### 1910/11 – 1912/13
| Sezon   | I Königsberg           | II Tilsit/Memel    | III Gumbinnen/Insterburg | IV Rastenburg/Lyck | V Allenstein/Osterode |
| ------- | ---------------------- | ------------------ | ------------------------ | ------------------ | --------------------- |
| 1910/11 | VfB Königsberg         | SC Lituania Tilsit | SC Preußen Insterburg    | Rastenburger SV    |                       |
| 1911/12 | VfB Königsberg         | SC Lituania Tilsit | SC Preußen Insterburg    | brak danych        | SV Allenstein         |
| 1912/13 | SV Pr.-Sam. Königsberg | SC Lituania Tilsit | FC Preußen Gumbinnen     | Rastenburger SV    | SV Allenstein         |

- – pogrubieniem oznaczono zwycięzców Mistrzostw Bałtyckich

#### 1913/14 – 1932/33
| Sezon   | Mistrz                        |
| ------- | ----------------------------- |
| 1913/14 | SV Prussia-Samland Königsberg |
| 1919/20 | SV Prussia-Samland Königsberg |
| 1920/21 | VfB Königsberg                |
| 1921/22 | VfB Königsberg                |
| 1922/23 | VfB Königsberg                |
| 1923/24 | VfB Königsberg                |
| 1924/25 | VfB Königsberg                |
| 1925/26 | VfB Königsberg                |
| 1926/27 | VfB Königsberg                |
| 1927/28 | VfB Königsberg                |
| 1928/29 | VfB Königsberg                |
| 1929/30 | VfB Königsberg                |
| 1930/31 | VfB Königsberg                |
| 1931/32 | VfB Königsberg                |
| 1932/33 | SV Hindenburg Allenstein      |

- – pogrubieniem oznaczono zwycięzców Mistrzostw Bałtyckich

### Gauliga
| Sezon   | Mistrz                   |
| ------- | ------------------------ |
| 1933/34 | SC Preußen Danzig        |
| 1934/35 | Yorck Boyen Insterburg   |
| 1935/36 | SV Hindenburg Allenstein |
| 1936/37 | SV Hindenburg Allenstein |
| 1937/38 | Yorck Boyen Insterburg   |
| 1938/39 | SV Hindenburg Allenstein |
| 1939/40 | VfB Königsberg           |
| 1940/41 | VfB Königsberg           |
| 1941/42 | VfB Königsberg           |
| 1942/43 | VfB Königsberg           |
| 1943/44 | VfB Königsberg           |
| 1944/45 | niedokończone            |

## Kluby
| Współczesna nazwa miasta | Nazwa klubu                  | Rok założenia |
| ------------------------ | ---------------------------- | ------------- |
| Olsztyn                  | Viktoria Allenstein          | 1916          |
| Olsztyn                  | Hindenburg Allenstein        | 1921          |
| Olsztyn                  | SV Allenstein                | 1907/1910     |
| Elbląg                   | Polizei SV Elbing            | 1924          |
| Elbląg                   | Elbinger SV                  | 1905          |
| Elbląg                   | Viktoria Elbing              | 1910          |
| Elbląg                   | VfR Hansa Elbing             | 1910          |
| Kętrzyn                  | Rastenburger SV              | 1908          |
| Kętrzyn                  | VfL 1923 Rastenburg          | 1923          |
| Giżycko                  | Sp Vgg Hindenburg Lotzen     | ?             |
| Ełk                      | Masovia Lyck                 | 1917          |
| Ostróda                  | VfB Osterode                 | 1919          |
| Gołdap                   | RV Ostmark Goldap            | 1913          |
| Gołdap                   | SV Goldap                    | ?             |
| Węgorzewo                | TuSV Angerburg               | 1919          |
| Węgorzewo                | VfB Angerburg                | 1928          |
| Mrągowo                  | SV 1920 Sensburg             | 1920          |
| Reszel                   | SV 1921 Rössel               | 1921          |
| Olecko                   | SV 1915 Marggrabowa/Treuburg | 1915          |
| Korsze                   | SV 1919 Korschen             | 1919          |
| Bartoszyce               | VfB Bartenstein              | ?             |
| Nidzica                  | VfB Neidenburg               | ?             |
| Szczytno                 | RSV Ortelsburg               | ?             |
| Szczytno                 | MSV Hindenburg Ortelsburg    | ?             |
| Biskupiec                | MSV Hindenburg Bischofsburg  | ?             |
| Lidzbark Warmiński       | WSV Heilsberg                | ?             |
| Braniewo                 | RSV Braunsberg               | 1919          |
| Iława                    | WSV Deutsch Eylau            | ?             |
| Działdowo                | FC Eintracht Soldau          | ?             |